# Gorgonzola (Käse)

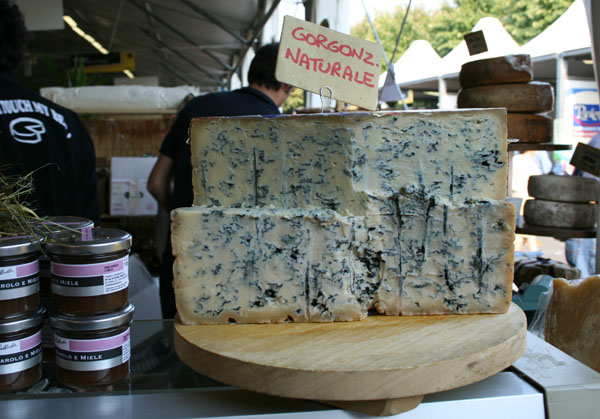
Ein halbierter Laib Gorgonzola

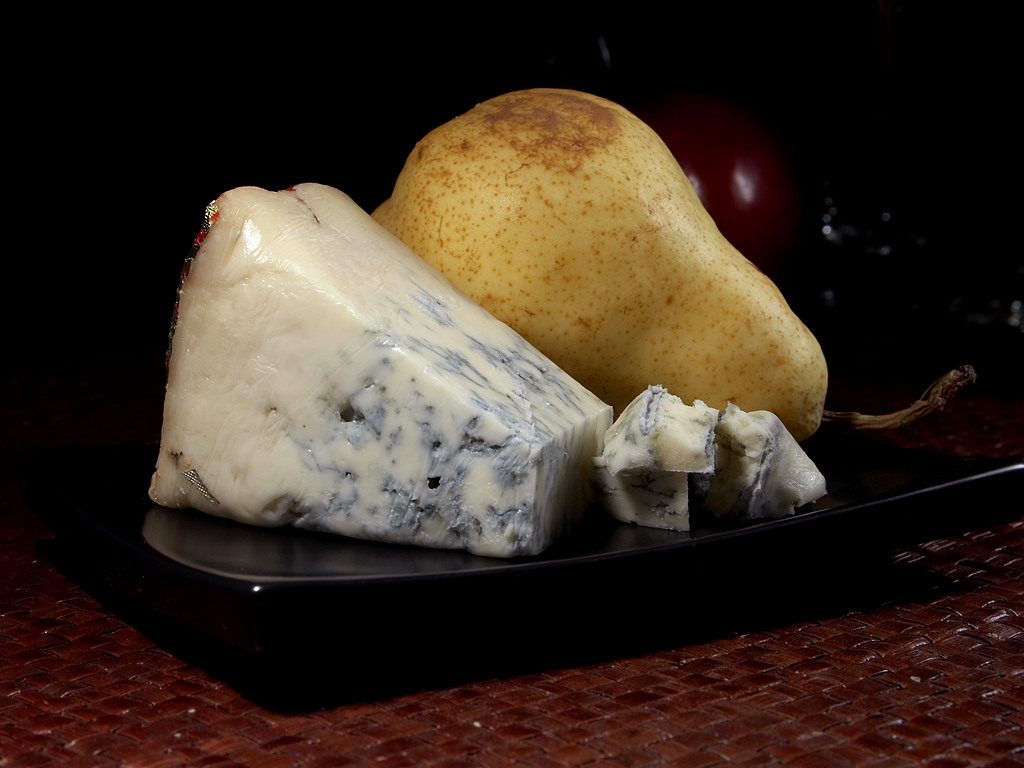
Gorgonzola mit Birne

Gorgonzola ist ein norditalienischer Blauschimmelkäse mit mindestens 48 % Fett i. Tr. und geschützter Ursprungsbezeichnung: seit 1955 „Denominazione di origine“, seit 1996 „Denominazione d’Origine Protetta“ (DOP) (g.U.). Er besteht aus Kuhmilch, Lab und Salz, die mit einer Edelpilzkultur versetzt werden.

## Geschichte
Der Gorgonzola wird seit dem 11. Jahrhundert hergestellt. Früher hieß er in der Ursprungsregion Lombardei Stracchino di Gorgonzola („der Müde von Gorgonzola“) oder Stracchino verde („der grüne Müde“), da er ursprünglich im Herbst und im Winter gekäst wurde, wenn die Kühe müde vom Almabtrieb waren. Ein anderer älterer Name war Stracchino erborinato (erborin im Mailänder Dialekt „Petersilie“), weil die grünen Schimmeladern an Petersilienkraut erinnern. Nach unbestätigten Quellen sei der Käse erstmals im Jahr 879 im Ort Gorgonzola hergestellt worden, andere schreiben den Ursprung dem Ort Pasturo in Valsassina (nördlich von Lecco) zu, ebenfalls eines der Zentren des Viehabtriebs im Herbst.
Einer Legende nach wurde er erfunden, als ein Melker während des Abendmelkens Besuch von einer verführerischen Magd erhielt. Sie soll ihn von seiner eigentlichen Arbeit abgehalten und bis zum Morgen so beschäftigt haben, dass er todmüde die frische Milch des morgendlichen Melkganges mit der geronnenen des Vorabends zusammenschüttete. Daraus sei ein neuartiger Käse entstanden, den die Freunde des Melkers in Anspielung auf die geraubte Nachtruhe den Müden nannten.
Auch der Taleggio wurde als Stracchino bezeichnet, weshalb man mit zunehmender Popularität nach einem eindeutigen Namen suchte. Man einigte sich auf den Namen der Ortschaft Gorgonzola, eine der zahlreichen Ortschaften, in denen der Käse produziert wird. Im Jahre 1970 schlossen sich die namhaftesten Produzenten zum Verband der Gorgonzola-Produzenten (Consorzio Gorgonzola) zusammen, der Herstellung und Vertrieb des Käses überwacht. Diesen Käse erkennt man am Siegel mit den Initialen CG.

## Produktionsschwerpunkte
Per Verordnung darf Gorgonzola mit geschützter Ursprungsbezeichnung nur in zwei Gebieten hergestellt werden:
- Im Piemont in folgenden Provinzen: Provinz Novara, Provinz Vercelli, Provinz Cuneo, Provinz Biella, Provinz Verbano-Cusio-Ossola, sowie in einigen  Gemeinden der Provinz Alessandria (Casale Monferrato, Villanova Monferrato, Balzola, Morano sul Po, Coniolo, Pontestura, Serralunga di Crea, Cereseto, Treville, Ozzano Monferrato, San Giorgio Monferrato, Sala Monferrato, Cella Monte, Rosignano Monferrato, Terruggia, Ottiglio, Frassinello Monferrato, Olivola, Vignale, Camagna, Conzano, Occimiano, Mirabello Monferrato, Giarole, Valenza, Pomaro Monferrato, Bozzole, Valmacca, Ticineto, Borgo San Martino, Frassineto Po).[7]
- In der Lombardei in folgenden Provinzen: Provinz Bergamo, Provinz Brescia, Provinz Como, Provinz Cremona, Provinz Lecco, Provinz Lodi, Metropolitanstadt Mailand, Provinz Monza und Brianza, Provinz Pavia und Provinz Varese

Heute wird die größte Menge Gorgonzola in der Provinz Novara hergestellt (45 %), dann folgt Pavia mit 22 %, der Rest verteilt sich auf Gorgonzola und andere Orte der Lombardei.

## Herstellung
Gorgonzola wird gemäß Zulassung in zylindrischen Laiben mit einem Gewicht zwischen 5,5 und 13,5 kg gekäst. Er wird entweder aus der getrennt dickgelegten Milch zweier Melkgänge gewonnen, aus der zusammengeschütteten Milch zweier Gänge oder auch aus der Milch eines einzigen Melkganges. Die Vollmilch aus dem Erzeugungsgebiet wird pasteurisiert, mit Milchfermenten und einer Suspension von Penicillium-Sporen und ausgewählten Hefen versehen und mit Lab bei einer Temperatur von 28 bis 36 °C versetzt. Die genaue Art der Penicillium-Sporen ist nicht vorgegeben, üblich sind je nach Variante die Arten Penicillium glabrum, Penicillium roqueforti und Penicillium cyclopium. Der so entstandene Käse wird trocken gesalzen und einige Tage bei einer Temperatur von 18 bis 24 °C gelagert. Um eine bessere Verteilung des Schimmelwachstums zu fördern, werden die Laibe während der Reifung mit Kupfer- oder Edelstahlnadeln durchstochen, so dass Sauerstoff im Teig verteilt wird. Je nach Typ reift der Gorgonzola zwischen knapp zwei Monaten bis zu fast einem Jahr bei einer Temperatur von −1 bis 7 °C und einer relativen Luftfeuchtigkeit von 85 bis 100 %.

## Eigenschaften
Gorgonzola hat im Allgemeinen eine typische, recht dicke, rötliche Rinde, die stellenweise graue Schimmelflecken aufweist und lt. EU nicht zum Verzehr geeignet ist. Der weiche, manchmal streichfähige Teig ist weiß bis strohgelb und von grünblauen Schimmeladern durchzogen. Der würzig-pikante Geschmack des Käses mit dezent süßer Note ist meist milder als der Geruch. Käse, der sauer oder bitter riecht oder bräunlich verfärbt ist, sollte man nicht mehr essen.

## Varianten
Historisch gab es diverse Formen des Käses. Folgende drei Varianten entsprechen der aktuellen (2022) g.U. Bestimmung:
- Gorgonzola dolce („milder“ Typ): Gewicht von 9 kg bis 13,5 kg, mit mildem Geschmack und einer Reifezeit von mindestens 50 Tagen und höchstens 150 Tagen;
- Gorgonzola piccante („pikanter“ Typ): Gewicht von 9 kg bis 13,5 kg, mit ausgeprägt pikantem Geschmack und einer Reifezeit von mindestens 80 Tagen und höchstens 270 Tagen;
- Gorgonzola piccola piccante („kleiner & pikanter“ Typ): Gewicht von mindestens 5,5 kg und weniger als 9 kg, mit ausgeprägt pikantem Geschmack und einer Reifezeit von mindestens 60 Tagen und höchstens 200 Tagen;

Neben diesen drei in der aktuellen DOP Spezifikation gelisteten Varianten sind zumindest historisch noch folgende Varianten bekannt:
- Gorgonzola due paste: Ursprünglich wurde für die Herstellung von Gorgonzola der Abendmilch Lab zugefügt und der Käsebruch dann bis zum folgenden Morgen in Tüchern aufgehängt. Am Folgetag wurde er dann abwechselnd mit dem Bruch aus der Morgenmilch in Formen geschichtet. Diesen Käse findet man heute sehr selten, da er über ein Jahr reifen muss. Er hat einen kräftig-pikanten Geschmack und wird von Kennern sehr geschätzt. Die Reifezeit von über einem Jahr widerspricht der aktuellen DOP Bestimmung (maximal 270 Tage).
- Gorgonzola una pasta heißen Käse, die aus einer Mischung der dickgelegten Morgenmilch mit der Vorabendmilch bestehen.

Daneben gibt es im Handel noch Varianten, die aber die geschützte Bezeichnung Gorgonzola nicht führen dürfen:
- Dolcelatte ist der Handelsname eines jungen, sahnig-milden Käses aus der Milch nur eines Melkganges mit leichtem Oberflächenschimmel, der in Folie eingeschlagen von der in Pavia ansässigen Firma Galbani gehandelt wird, die seit Anfang 2006 zum Lactalis-Konzern gehört.
- Torta San Gaudenzio ist einer der Handelsnamen für eine geschichtete Torte aus Mascarpone mit eingelegten Gorgonzola-Schichten.